# Новоселац, Мартин
Мартин Новоселац (хорв. Martin Novoselac; род. 10 ноября 1950, Винковци) — хорватский футболист и тренер. Выступал на позиции защитника.

## Биография
Мартин Новоселац начал свою игровую карьеру на взрослом уровне в клубе «Динамо Винковци», он прошёл через молодёжную систему этого клуба и впоследствии попал в главную команду. В 1972 году перешёл в клуб Первой лиги Югославии под названием «Войводина». Провёл в составе этого клуба более сотни матчей, в период игры в «Войводине» был вызван и в сборную Югославии, в составе которой провёл четыре матча. Вскоре после этого Новоселац перешёл в загребское «Динамо», спустя три года в котором покинул Хорватию, перейдя в греческий «Олимпиакос». С клубом из Пирея Новоселац дважды выиграл чемпионат Греции, а также выступил в Кубке европейских чемпионов. В 1982 году Мартин вернулся в свой первый клуб — «Динамо Винковци», провёл в нём два года и завершил карьеру игрока.
В дальнейшем Новоселац стал футбольным тренером. В начале 2000-х годов тренировал сборную Хорватии до 21 года, именно под его руководством эта команда выступила на чемпионате мира среди молодёжных команд в 1999 году, а также чемпионате Европы 2004 года среди команд до 21 года. В дальнейшем Новоселац рассматривался и для назначения в основную хорватскую сборную, однако должность её главного тренера он так и не занял.

## Достижения
«Войводина»
- Победитель Кубка Митропы: 1996/97

«Динамо» Загреб
- Победитель Кубка Югославии: 1979/80

«Олимпиакос»
- Чемпион Греции (2): 1980/81, 1981/82
- Победитель Кубка Греции: 1980/81